# 晋寿楼
晋寿楼，即中共华南分局五级党委旧址，位于中国广东省梅州市大埔县青溪桃林，为梅州市大埔县的一个县级文物保护单位，类型为近现代重要史迹及代表性建筑，公布时间为1991年4月。
中共华南分局五级党委旧址－晋寿楼的历史年代为1949年。